# Чебышёва-Дмитриева, Евгения Александровна
Евгения Александровна Чебышёва-Дмитриева (1859—1923) — русский общественный деятель, литератор и педагог.

## Биография
Родилась в семье правоведа, профессора, публициста Александра Павловича Чебышёва-Дмитриева. Мать, Ольга Михайловна (урождённая Шпилевская), родственница декабриста князя Д. А. Щепина-Ростовского, поэта Л. А. Мея. Четырёх лет «самоучкой» начала читать по-русски; в шесть «говорила, читала и писала по-французски». Сочиняла и рассказывала младшему брату и подругам «бесконечные рассказы и сказки». Чебышёва-Дмитриева вспоминала, что отец «очень много дал мне в смысле литературного и общественного развития. Мать (отличавшаяся талантом к живописи) способствовала развитию художественного вкуса». В юности познакомилась с произведениями И. С. Тургенева, Л. Н. Толстого, М. Е. Салтыкова-Щедрина.
В 1864 году семья обосновалась в Петербурге, где Чебышёва-Дмитриева окончила Мариинскую гимназию (1870—76) с серебряной медалью и поступила на отделение словесности Педагогических курсов. После смерти отца, не оставившего состояния, ей удалось завершить образование благодаря поддержке Литфонда; на последнем курсе «давала уроки французского языка в пансионе M-me Экк». Блестяще окончив курсы  (1879), в течение двух лет, пока не нашла места службы, изучала историю театра, теорию драматического искусства, разучивала роли, выступала в любительских спектаклях, мечтая стать «или знаменитой актрисой, или знаменитой писательницей». С 1871 года в деревне, где летом жила семья, Чебышёва-Дмитриева наблюдала крестьянскую жизнь и сделалась «народницей до мозга костей», что отразилось в её первой повести «Колай» (1881). Первая публикация — мелодраматический рассказ «Последняя ночь» (1884) о внезапной смерти учительницы от неразделённой любви.
Педагогическая деятельность Чебышёвой-Дмитриевой началась в Москве, где она преподавала (1881—1885) в училище для детей обоего пола М. Т. Ярошевской. После возвращения в Петербург (1885) — в думских школах, с 1889 — заведующая городских училищ (14-го Василеостровского, 10-го Спасского, 9-го Казанского мужского). В 1892 и 1895 ездила в Европу (Германия, Франция, Швейцария) для ознакомления с системой начального образования.
Юношеское увлечение театром помогли ей в использовании театра как одной из форм воспитания. Сборник пьес «Один в лесу. Война мышей и лягушек» (1889, 1895) критика оценила как «удачную попытку» дать материал для детских представлений. В предисловии к книге «Детский театр. Четыре пьесы для домашних представлений для детей и юношества» (1912), куда вошли и пьесы первого сборника, она предлагала предоставить детям свободу и самостоятельность: «Пусть детские театры устраиваются самими детьми по собственной инициативе и разумению; а взрослые, руководя ими, да не вносят в дружелюбный детский кружок духа соперничества, тщеславия и зависти».
Первое опубликованное стихотворение — «Тихо и ясно» (1903) о краткости и ложности счастья. В единственном сборнике стихов «Отзвуки страсти и муки» (1908) вошли как её оригинальные стихи, так и переводы с французского («Опьянение» Ш. Бодлера и «Баллада XV века» К. Пизанской).
Сотрудничала с редакциями журналов «Задушевное слово», «Народное дело», «Женское Образование», «Детское Чтение» и других изданий, где помещала статьи по педагогическим вопросам и рассказы для детей. Писала стихи и песни.
Автор ряда работ по русской словесности.
После октября 1917 года жила в Петрограде. Член Петроградского отделения Всероссийского союза писателей (с 1920). В анкете указала, что «до революции… вела деятельную общественную жизнь», с 1889 по настоящее время даёт «уроки в начальном училище города», это «мой главный источник существования». «В общем ― вся жизнь труда и исполнения долга. Кто находит это тяжёлым и скучным, мне не позавидует».

## Общественная деятельность
Видный общественный деятель. Вместе с А. Шабановой, А. Тырковой, О. Булановой-Трубниковой стояла у истоков создания на рубеже XIX—XX веков первых законченно феминистских объединений — «Женского просветительного общества» (1898), и «Московского общества улучшения участи женщин» (1899). Благодаря их активности в России в 1900—1904 начали регулярно выходить в свет журналы «Женское дело», «Женская гигиена» (1902), а также самый известный — «Женский вестник» (1904), просуществовавший до запрета большевиками (1918) более 14 лет.
Сопредседательница женского взаимно-благотворительного общества (1895).
Возглавляла кружок женщин по охране здоровья женщины.
Была бессменным председателем Комитета Общества борьбы с алкоголизмом женщин и детей. Усилиями комитета в 1903 г. была открыта дешёвая столовая в Москве на Малой Болотной улице. Первоначально здесь обслуживалось до 100 человек в день, с 1906 — число ежедневно выдаваемых обедов доходило до 500. При столовой раз в неделю осуществлялся бесплатный прием больных, страдающих как алкоголизмом, так и другими болезнями; за день приема проходило 40-70 пациентов. Здесь же велись чтения, была организована воскресная детская школа, а в 1907, при содействии Санкт-Петербургского попечительства о народной трезвости, открылась библиотека. В 1906 годовой бюджет общества составил 7750 рублей, из которых более половины тратилось на содержание столовой. Для пополнения средств устраивались благотворительные концерты и спектакли в Театре комедии и театре «Пассажа». В 1906 общество вступило в основанный в Берлине Международный союз обществ трезвости. 
В 1910 г. председатель общества Е. А. Чебышёва-Дмитриева выступила в «Вестнике трезвости» (1910, № 181) со статьей «Роль женщины в борьбе с алкоголизмом». В феврале 1912 членами был зарегистрирован устав новой организации, которая получила название «Российское общество борьбы с алкоголизмом», которая занималась почти исключительно антиалкогольной пропагандой.
Принимала участие в создании уставов, отчетов, программ, воззваний и др. обществ: Охраны здоровья женщины, Борьбы с алкоголизмом женщин и детей, Комитета народной трезвости, Российского союза христиан-трезвенников.
Была активным членом Союза взаимопомощи писателей.

## Избранные работы
- Русская женщина в изящной литературе и журналистике («Женское дело», 1900, № 8-9)
- Улыбки и слёзы (1907)
- Детский театр: четыре пьесы для домашних представлений для детей и юношества (1912)
- Нужны ли детские журналы
- Первые литературные шаги (1915)
- О. Шапир: Её жизнь и деятельность (Вестник Европы, 1916)